# 亞歷克斯·哈里斯
亞歷克斯·哈里斯（英語：Alex Harris；1994年8月31日—）是一位蘇格蘭足球運動員。在場上的位置是中場。他現在效力於蘇格蘭足球超級聯賽球隊希伯尼安足球俱乐部。他也代表蘇格蘭U19國家隊參賽。